# Соколац (громада)
Соколац (серб. Општина Соколац) — одна з 6-ти громад, що утворюють Град (міський округ) Східне Сараєво. Розташована в регіоні Істочно-Сараєво Республіки Сербської. Адміністративним центром є місто Соколац.